# Очкинська сільська рада
О́чкинська сільська́ ра́да — колишній орган місцевого самоврядування в Середино-Будському районі Сумської області. Адміністративний центр — село Очкине.

## Загальні відомості
- Населення ради: 841 особа (станом на 2001 рік)

## Населені пункти
Сільській раді підпорядковані населені пункти:
- с. Очкине
- с. Журавка
- с. Красноярське

## Населення
Згідно з переписом УРСР 1989 року чисельність наявного населення сільської ради становила 996 осіб, з яких 433 чоловіки та 563 жінки.
За переписом населення України 2001 року в сільській раді мешкали 832 особи.

### Мова
Розподіл населення за рідною мовою за даними перепису 2001 року:
| Мова       | Відсоток |
| ---------- | -------- |
| українська | 54,10 %  |
| російська  | 45,90 %  |

## Склад ради
Рада складається з 14 депутатів та голови.
- Голова ради: Овчаренко Андрій Олексійович

### Керівний склад попередніх скликань
| Прізвище, ім'я, по батькові   | Основні відомості                                                             | Дата обрання | Дата звільнення |
| ----------------------------- | ----------------------------------------------------------------------------- | ------------ | --------------- |
| Кисельов Сергій Володимирович | Сільський голова, 1960 року народження, освіта середня загальна, безпартійний | 26.03.2006   | 31.10.2010      |
| Кисельов Сергій Володимирович | Сільський голова, 1960 року народження, освіта середня загальна, безпартійний | 31.10.2010   | 18.03.2012      |
| Овчаренко Андрій Олексійович  | Сільський голова, 1977 року народження, освіта вища, член Партії регіонів     | 18.03.2012   |                 |

Примітка: таблиця складена за даними сайту Верховної Ради України